# Mithridates IV. (Parthien)
Mithridates IV., (persisch مهرداد Mit'radāta) war ein parthischer König, der um 58/57 regierte. 
Mithridates war ein Sohn Phraates’ III. Mithridates IV. und sein Bruder Orodes II. hatten ihren Vater ermordet und stritten nach dem Tod des Vaters um die Herrschaft in Parthien. Er war zunächst Herrscher in Medien, versuchte aber, seine Macht über das ganze Reich auszudehnen. Er erbat dabei Beistand von den Römern, der ihm aber verwehrt wurde. Seine Herrschaft scheint sich aber immerhin auch auf Babylonien erstreckt zu haben. Er wurde jedoch nach kurzer Herrschaft von seinem Bruder Orodes II. ermordet.
In der Fachliteratur wird er meistens als Mithridates III. gezählt.